# Arbí Hilál Súdání
Arbí Hilál Súdání (arabsky العربي هلال سوداني‎; * 25. listopadu 1987, Chlef, Alžírsko) je alžířský fotbalový útočník a reprezentant, který od roku 2019 působí v řeckém klubu Olympiakos Pireus. Účastník Mistrovství světa 2014 v Brazílii.

## Klubová kariéra
Súdání hrál v Alžírsku za klub ASO Chlef, v letech 2011–2013 za portugalský Vitória SC. V červenci 2013 přestoupil do chorvatského Dinama Záhřeb. 18. září 2014 v prvním utkání základní skupiny D Evropské ligy 2014/15 proti rumunskému týmu FC Astra Giurgiu vstřelil při výhře 5:1 hattrick.
V roce 2018 si to zamířil do Nottinghamu Forest ve druhé anglické lize, ale kvůli zraněním odehrál celkově jen osm zápasů.
V červnu 2019 odešel z Nottinghamu Forest do řeckého Olympiakosu Pireus.

## Reprezentační kariéra
Arbí Hilál Súdání reprezentuje Alžírsko, v národním týmu „pouštních lišek“ (jak se alžírské fotbalové reprezentaci přezdívá) debutoval 4. června 2011 proti Maroku.
Bosenský trenér Alžírska Vahid Halilhodžić jej vzal na Mistrovství světa 2014 v Brazílii. Alžírsko postoupilo poprvé v historii do osmifinále MS, kde vypadlo s Německem po výsledku 1:2 po prodloužení.
Zasloužil se o postup Alžířanů na Africký pohár národů 2017, když se sedmi brankami stal nejlepším střelcem kvalifikace.